# セツナツ、ダイバー
「セツナツ、ダイバー」は、愛乙女★DOLLの2枚目のメジャーシングル（インディーズを含めると通算6枚目）。2014年8月27日に日本クラウンから発売された。

## 概要
メジャーデビューシングル「High jump!!」から約4カ月半ぶりとなる愛乙女★DOLLのメジャー2ndシングル。表題曲「セツナツ、ダイバー」はagehaspringsの田中秀典、田中隼人が楽曲提供した。
カップリング曲を全て収録し、「セツナツ、ダイバー」の MusicVideoを収録したDVDが同梱されている『Type-A』、収録曲が異なる『Type-B』、『Type-C』、『Type-D』の4形態で発売。今回初の試みとしてメンバーを2組に分けたユニット曲を『Type-C』と『Type-D』それぞれに収録。『Type-C』、『Type-D』の発売初週の売り上げが多いユニットに特典が与えられるユニットバトルが開催された。『Type-A』のみにオリジナル生写真と2014年9月28日にArts Chiyoda体育館で開催される全国握手会のイベント参加券が封入された。

## 収録曲
Type-A
1. セツナツ、ダイバー
作詞：田中秀典
作曲：田中隼人
編曲：KAZ
2. ワチャゴナ!
作詞：空谷泉身
作曲：小松一也
編曲：Adoriano Spinesi
3. サヨナラと君が言った
(歌唱メンバー：芦崎麻耶・愛迫みゆ・ハルナ)
作詞：tzk
作曲：Que9、足立優
編曲：Redwood Humberg Jr.
4. 少女アステリア
(歌唱メンバー：都築かな・岩崎夢生・佐野友里子)
作詞・作曲：2ndlifecrew
編曲：Redwood Humberg Jr.
5. セツナツ、ダイバー(off vocal)
6. ワチャゴナ!(off vocal)
7. サヨナラと君が言った(off vocal)
8. 少女アステリア(off vocal)

DVD
1. セツナツ、ダイバー Music Video
2. Making of「セツナツ、ダイバー」

Type-B
1. セツナツ、ダイバー
2. ワチャゴナ!
3. セツナツ、ダイバー(off vocal)
4. ワチャゴナ!(off vocal)

Type-C
1. セツナツ、ダイバー
2. サヨナラと君が言った
3. セツナツ、ダイバー(off vocal)
4. サヨナラと君が言った(off vocal)

Type-D
1. セツナツ、ダイバー
2. 少女アステリア
3. セツナツ、ダイバー(off vocal)
4. 少女アステリア(off vocal)

## 初回生産分封入特典
- 生写真1枚ランダム封入、握手会参加券(Type-A)